# 天津银行
天津銀行股份有限公司（簡稱天津銀行，縮寫：TCCB，原名天津市商業銀行、天津城市合作銀行）成立于1996年11月，是一家由天津市國有股份、中資法人股份、外資股份及衆多個人股份共同組成的股份制商業銀行，目前注冊資本爲60.7億元人民幣。在英國《銀行家》雜誌2017年世界銀行1000強排名中，天津銀行位列199名。

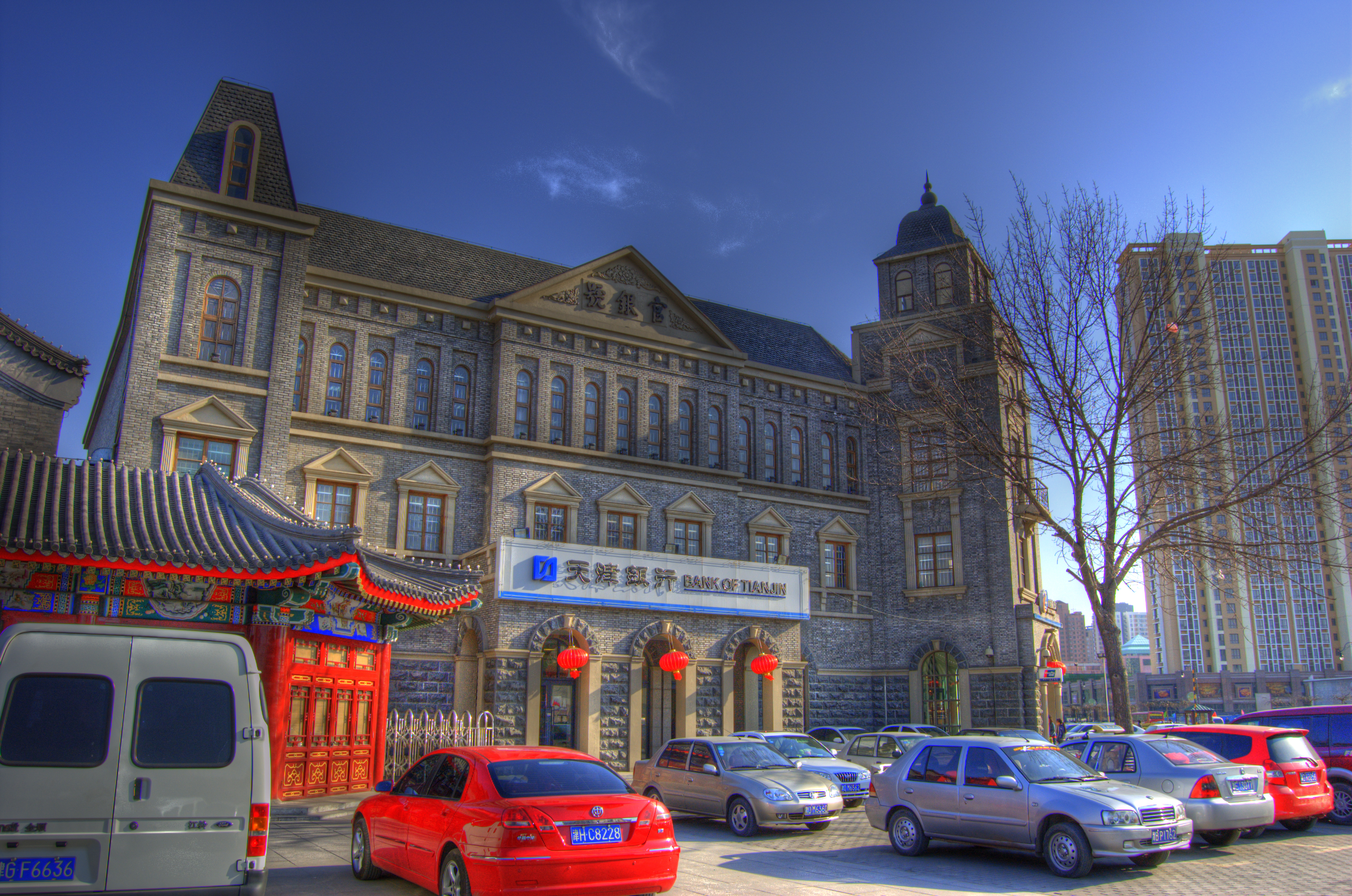
天津銀行一家支行

## 歷史沿革

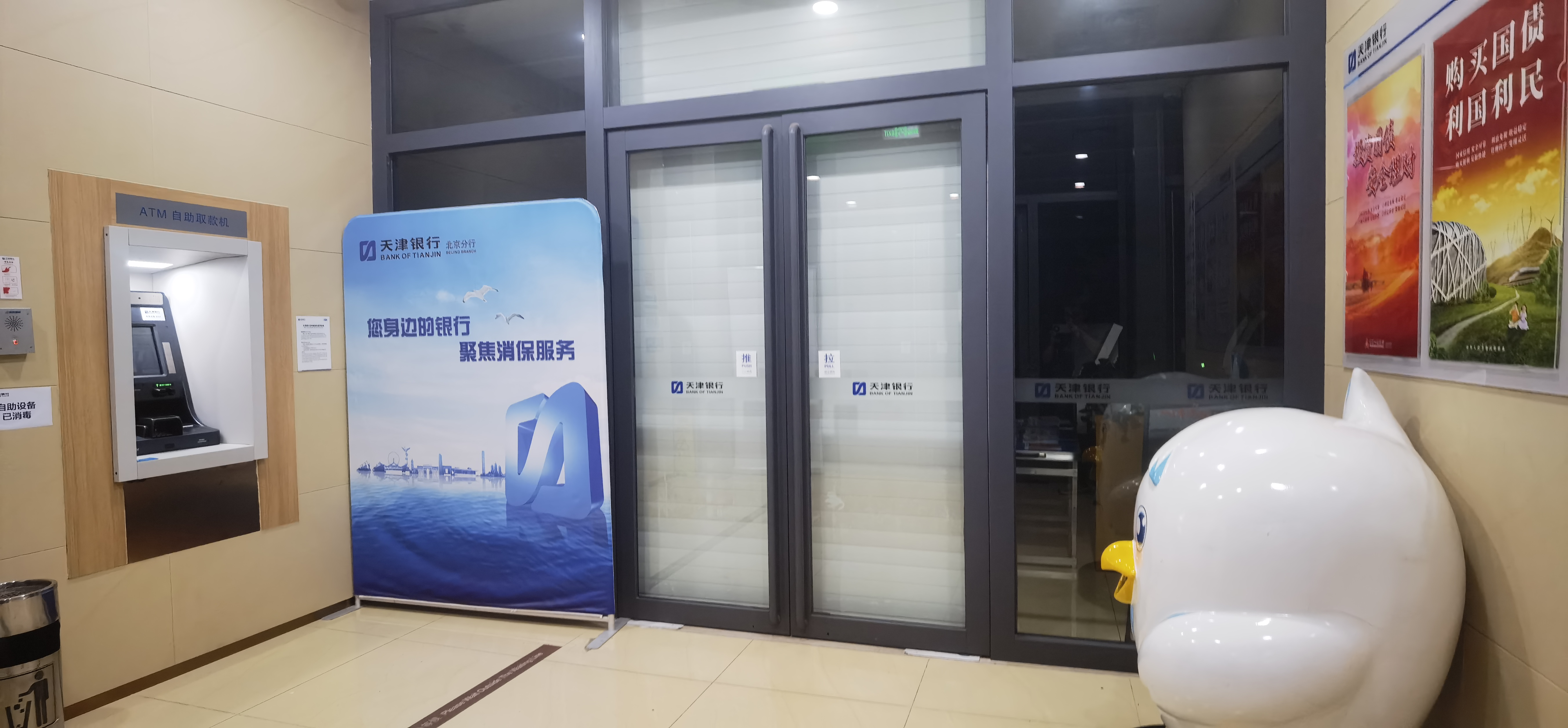
天津银行北京的支行

- 1996年11月17日，在原天津市65家城市信用社的基礎上，天津城市合作銀行總部挂牌成立，是中華人民共和國首批獲准組建的5家城市合作銀行之一。
- 1998年8月，更名为天津市商業銀行。
- 2006年，天津銀行引進澳盛銀行作爲國外戰略合作者，同年5月18日，在天津濱海新區組建一級分行。
- 2007年4月4日，經中國銀監會批准[2]，天津市商業銀行正式更名爲天津銀行[3][4]。
- 2007年9月25日，首家獲准在京設立一級分行的中資商業銀行——天津銀行北京分行正式成立。
- 2008年，作爲主要發起人投資成立了當時中國投資最大的村鎮銀行——薊縣村鎮銀行。
- 2014年12月26日，經山東銀監局東營銀監分局批准[5]，天津銀行首家二級分行——東營分行正式開業。
- 2016年3月，天津銀行在香港進行公開招股，招股價介乎7.37至9.58港元，集資最多95.37億港元。[6]
- 2016年3月30日，中銀國際協助天津銀行成功在香港聯合交易所主板上市[7]，天津銀行成爲中華人民共和國境內第八家在香港聯交所挂牌的城市商業銀行。

## 業務發展

### 開設金融租賃公司
2016年10月18日，天津銀行發起設立的天銀金融租賃有限公司正式對外營業。這是天津市法人金融機構發起的第一家金融租賃公司。

### 與天津農商銀行戰略合作
2016年11月28日，天津銀行與天津農村商業銀行簽署戰略合作協議。雙方在鞏固原有合作基礎的同時，進一步加強在信息科技、運營管理、檔案管理、綜合培訓等諸多領域的深度合作。

## 負面新聞、糾紛、訴訟

### 澳新銀行撤回投資
2012年，澳新銀行撤回對天津銀行1.2億多元的投資計劃。澳新銀行表示不會參與天津銀行的融資計劃，推翻了2010年11月作出的承諾，澳新銀行所持的天津銀行股份也從20%稀釋至17.6%。 澳新銀行國際業務和機構投資主管 Alex Thursby 表示，澳新銀行將轉而專注于投資自己在中國分行的業務。其中國分行于2010年成立，是首家在中國獲得營業執照的澳洲銀行。2012年5月，澳新銀行對中國分行注資3億元。Thursby 說道：“天津銀行依然實力強大，有能力爲其客戶提供支持、促進天津及環渤海經濟區的持續發展。”“我們做出放棄參與天津銀行融資的決定十分艱難，但是這也意味著我們能夠繼續作爲天津銀行的戰略投資方，同時我們也能優先投資、支持澳新銀行中國分行的發展。”

### 储户4亿存款失踪案
2013年12月，天津银行储户4亿元存款失踪，但天津银行拒绝承担责任。该案件截至2017年12月，仍未解决。

### 23亿元济南分行存款诈骗案
2014年11月，天津银行济南分行内发生一起冒充工作人员的存款诈骗案件，涉案金额23亿元。

### 7.86億元票據案
2016年4月8日，天津銀行發布公告稱，其上海分行票據買入返售業務發生一起風險事件，已向公安機關報案。據悉，該案與浙江稠州商業銀行向票據中介提供通道有關。

## 外部連結
- 天津銀行官方網站 （页面存档备份，存于）（简体中文）（繁體中文）
- Bank of Tianjin （页面存档备份，存于）（英文）